# Berlin (Nevada)
Berlin es un área no incorporada ubicada en el condado de Nye en el estado estadounidense de Nevada.

## Geografía
Berlin se encuentra ubicado en las coordenadas 38°52′56″N 117°36′26″O / 38.88222, -117.60722.